# Bzince pod Javorinou
Bzince pod Javorinou (deutsch Bzinetz, ungarisch Botfalu) ist eine Gemeinde im Westen der Slowakei, mit 2024 Einwohnern (Stand 31. Dezember 2024). Sie liegt im Okres Nové Mesto nad Váhom, der zum übergeordneten politischen Bezirk Trenčiansky kraj gehört.

## Geographie
Bzince pod Javorinou liegt in einem Tal an den Bächen Kamečnica und Vrzavka, zwischen den Kleinen Karpaten im Süden und den Weißen Karpaten im Norden, in denen auch der Teilnamensgeber der Gemeinde, der Berg Veľká Javorina (970 m n.m.) liegt. Das Ortszentrum ist sechs Kilometer von Nové Mesto nad Váhom und 30 Kilometer von Trenčín entfernt.
Verwaltungstechnisch gliedert sich die Gemeinde in Gemeindeteile Bzince pod Javorinou, Cetuna, Hrubá Strana und Hrušové. Neben diesen offiziellen Teilen bestehen jedoch in den Weißen Karpaten auch weitere, für diese Region typische Einzelsiedlungen (slowakisch kopanice).

## Geschichte
Die heutige Gemeinde entstand 1952 durch Zusammenschluss von Dolné Bzince und Horné Bzince. 1960 kam dazu auch der bis dahin selbstständigen Ort Hrušové (ungarisch Russó) dazu.
Die erste schriftliche Erwähnung als Bot stammt aus den Jahren 1332–37 in einem Kirchenzehnt-Verzeichnis.

## Sehenswürdigkeiten
- klassizistische evangelische Kirche aus den Jahren 1793–95. Der Turm wurde erst 1895 angebaut.
- römisch-katholische Kirche des Erzengels Michael aus dem 14. Jahrhundert, im 17. und 18. Jahrhundert instand gesetzt
- Geburtshaus der Schriftstellerin Ľudmila Podjavorinská, heute ein Museum

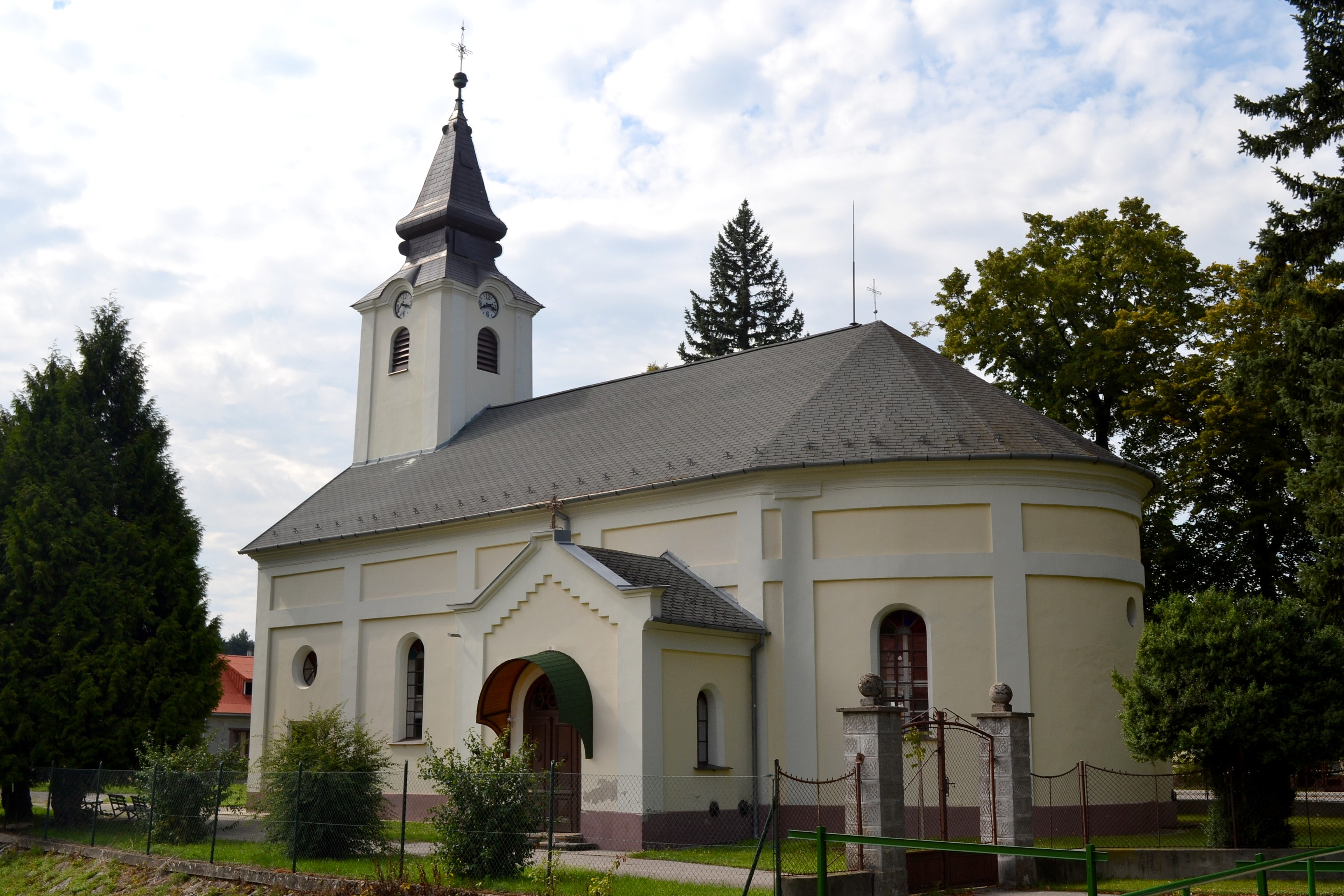
Evangelische Kirche

## Persönlichkeiten
- Ľudmila Podjavorinská (1872–1951), slowakische Schriftstellerin

## Bevölkerung
| Jahr:                | 1994. | 2004.   | 2014.   | 2024.   |
| -------------------- | ----- | ------- | ------- | ------- |
| Anzahl der Personen: | 1997  | 2043    | 2097    | 2024    |
| Unterschied:         |       | +2,30 % | +2,64 % | -3,48 % |

| Jahr:                | 2023. | 2024.   |
| -------------------- | ----- | ------- |
| Anzahl der Personen: | 2014  | 2024    |
| Unterschied:         |       | +0,49 % |